# Data thalpophiloides
Data thalpophiloides är en fjärilsart som beskrevs av Walker 1862. Data thalpophiloides ingår i släktet Data och familjen nattflyn. Inga underarter finns listade i Catalogue of Life.